# Liste in Mexiko vorhandener Dampflokomotiven
Dies ist eine Liste erhaltener Dampflokomotiven auf dem Gebiet von Mexiko.

## Lokomotiven mit 56.5"
| Foto | Nummer oder Name                                               | Bauart / Achsfolge | Hersteller                 | Fabrik-nr. | Baujahr | Historie  | Eigentümer / Betreiber / Strecke                                                   | Bemerkungen |
| ---- | -------------------------------------------------------------- | ------------------ | -------------------------- | ---------- | ------- | --------- | ---------------------------------------------------------------------------------- | ----------- |
|      | Nacionale de Mexico No. 2708                                   | 2’C2’              | Alco                       |            | 1937    | NdeM NR-1 | Plaza de las Tres Centurias - Railroader's Museum                                  | [ 1 ]       |
|      | Nacionale de Mexico No. 3027                                   | 2’D2’              | Alco                       | 74382      | 1946    | NdeM QR-1 | Museo del Ferrocarril                                                              | [ 2 ]       |
|      | Nacionale de Mexico No. 3030                                   | 2’D2’              | Alco                       | 74385      | 1946    | NdeM QR-1 | Zacatecas Depot                                                                    | [ 3 ]       |
|      | Nacionale de Mexico No. 3031                                   | 2’D2’              | Alco (Schenectady)         | 74386      | 1946    | NdeM QR-1 | Huehuetoca Scrapyard                                                               | [ 4 ]       |
|      | Nacionale de Mexico No. 3033                                   | 2’D2’              | Baldwin Locomotive Works   | 73018      | 1946    | NdeM QR-1 | Cultural Center, Pachuca                                                           | [ 5 ]       |
|      | Nacionale de Mexico No. 3034                                   | 2’D2’              | Baldwin Locomotive Works   | 73019      | 1946    | NdeM QR-1 | National Railway Museum, Puebla                                                    | [ 6 ]       |
|      | Nacionale de Mexico No. 3035                                   | 2’D2’              | Baldwin Locomotive Works   | 73020      | 1946    | NdeM QR-1 | Rodolfo Landeros Park                                                              | [ 7 ]       |
|      | Nacionale de Mexico No. 3036                                   | 2’D2’              | Baldwin Locomotive Works   | 73021      | 1946    | NdeM QR-1 | Explora Science Park                                                               | [ 8 ]       |
|      | Nacionale de Mexico No. 3038                                   | 2’D2’              | Baldwin Locomotive Works   | 73023      | 1946    | NdeM QR-1 | Museo Technologico (MUTEC) - Chapultepec Park                                      | [ 9 ]       |
|      | Nacionale de Mexico No. 3039                                   | 2’D2’              | Baldwin Locomotive Works   | 73024      | 1946    | NdeM QR-1 | Monterrey Park                                                                     | [ 10 ]      |
|      | Nacionale de Mexico No. 3040                                   | 2’D2’              | Baldwin Locomotive Works   | 73025      | 1946    | NdeM QR-1 | Main Road Through Oriental Town                                                    | [ 11 ]      |
|      | Nacionale de Mexico No. 3056                                   | 2’D2’              | Alco                       | 74832      | 1946    | NdeM QR-1 | Bernal Station                                                                     | [ 12 ]      |
|      | Nacionale de Mexico No. 900                                    | 1’D                | Alco                       | 68742      | 1936    | NdeM GR-3 | Durango Depot                                                                      | [ 13 ]      |
|      | Nacionale de Mexico No. 903 (297)                              | 1'D                | Baldwin Locomotive Works   | 35723      | 1910    | NdeM GR-3 | Museo Jose Cardoso Tellez                                                          | [ 14 ]      |
|      | Nacionale de Mexico No. 907 (296)                              | 1'D                | Acambaro Shop              |            | 1944    | NdeM GR-3 | Museo Jose Cardoso Tellez                                                          | [ 15 ]      |
|      | Nacionale de Mexico No. 1140                                   | 1’D                | Alco (Brooks)              | 63109      | 1921    | NdeM GR-3 | Museo de los Metales                                                               | [ 16 ]      |
|      | Nacionale de Mexico No. 1170                                   | 1’D                | Baldwin Locomotive Works   | 55275      | 1921    | NdeM GR-3 | Tierra Blanca Station                                                              | [ 17 ]      |
|      | Nacionale de Mexico No. 1182                                   | 1’D                | Baldwin Locomotive Works   |            | 1924    | NdeM GR-3 | Museo Ferrocarril                                                                  | [ 18 ]      |
|      | Nacionale de Mexico No. 1344                                   | 1’D                | ?                          |            |         | NdeM GR-3 | Mexicali Park                                                                      | [ 19 ]      |
|      | Nacionale de Mexico (FCM) No. 40                               | 1’D                | Baldwin Locomotive Works   | 5769       | 1881    | NdeM GR-3 | National Railway Museum, Puebla                                                    | [ 20 ]      |
|      | Nacionale de Mexico (FCM) No. 212                              | 1’D                | Baldwin Locomotive Works   | 73238      | 1946    | NdeM GR-3 | Routes 119 & 136                                                                   | [ 21 ]      |
|      | Nacionale de Mexico (FCM) No. 218                              | 1’D                | Baldwin Locomotive Works   | 73244      | 1946    | NdeM GR-3 | Nogales Main Avenue                                                                | [ 22 ]      |
|      | Nacionale de Mexico (FCM) No. 501 (69)                         | 1’D                | Alco                       |            |         | NdeM GR-3 | Del Mercado                                                                        | [ 23 ]      |
|      | Nacionale de Tehuantepec No. 535                               | 1’D                | Baldwin Locomotive Works   | 27414      | 1906    | NdeM GR-3 | Matias Romero Railroad Station                                                     | [ 24 ]      |
|      | Nacionale de Mexico (FCM) No. 672                              | 1’C                | ?                          |            |         |           | Cardenas Shops                                                                     | [ 25 ]      |
|      | Nacionale de Mexico (FCM) No. 1150                             | 1’D                | Alco                       | 63119      | 1921    |           | National Railway Museum, Puebla                                                    | [ 26 ]      |
|      | S-BC (Nacionale de Mexico) No. 2702 (1137)                     | 1’D                | Alco (Brooks)              |            | 1921    |           | Benjamin Hill Depot                                                                | [ 27 ]      |
|      | Nacionale de Mexico No. 2 'Luisa'                              | 1’C                | Baldwin Locomotive Works   | 20140      | 1902    |           | Parque del V Centenario (Avenida 11 between Calle 8 & 10)                          | [ 28 ]      |
|      | Southern Pacific No. 7                                         | 1’C                | ALCO (Cooke)               | 64390      | 1923    |           | Milepost 498                                                                       | [ 29 ]      |
|      | Nacionale de Mexico No. 650                                    | 1’C                | Baldwin Locomotive Works   | 10282      | 1889    |           | National Railway Museum, Puebla                                                    | [ 30 ]      |
|      | CTV (FC Unidos de Yucatan) No. 9                               | 1’C                | Baldwin Locomotive Works   | 55275      | 1922    |           | Ferrosur Terminal                                                                  | [ 31 ]      |
|      | CH-P No. 754                                                   | 1’C1’              | Alco (Schenectady)         | 50537      | 1911    |           | CH-P Depot, Chihuahua                                                              | [ 32 ]      |
|      | Nacionale de Mexico No. 625                                    | C                  | Baldwin Locomotive Works   | 31828      | 1906    |           | NdeM Depot, Chihuahua                                                              | [ 33 ]      |
|      | Pemex No. 200                                                  | C                  | Davenport Locomotive Works | 5327       |         |           | Museo de los Ferrocarrileros                                                       | [ 34 ]      |
|      | Nacionale de Mexico No. 639 (402)                              | D                  | Baldwin Locomotive Works   | 6767       | 1883    |           | Sindicato Nacionale de Trabajadores Ferrocarrileros - Victor Flores Railway Museum | [ 35 ]      |
|      | Nacionale de Mexico No. 504                                    | C                  | Kitson & Co.               |            | 1904    | NdeM B-6  | La Maqainita Plaza                                                                 | [ 36 ]      |
|      | Nacionale de Mexico No. 507                                    | C                  | Kitson & Co.               | 3615       | 1895    | NdeM B-6  | Museo de los Ferrocarrileros                                                       | [ 37 ]      |
|      | Nacionale de Mexico No. 1399                                   | 2’D                | Baldwin Locomotive Works   | 26365      | 1902    |           | Estacion Frontera                                                                  | [ 38 ]      |
|      | Nacionale de Mexico No. 701                                    | 2’C                | ?                          |            |         |           | Mission Plaza Guadalupe                                                            | [ 39 ]      |
|      | Occidental de Mexico No. 2                                     | C                  | ?                          |            |         |           | Sud Pacifico De Mexico Depot, Culiacan                                             | [ 40 ]      |
|      | Maderera Durango No. 4                                         | Shay - 3 Truck     | Heisler Locomotive Works   | 1565       | 1928    |           | Real del Bosque Hotel                                                              | [ 41 ]      |
|      | Maderera Durango No. 5                                         | Shay - 3 Truck     | Lima Locomotive Works      | 2773       | 1912    |           | Gamero Ranch                                                                       | [ 42 ]      |
|      | Compania Mexicana No. 2                                        | C                  | H.K. Porter                | 6791       | 1923    |           | Entrance to Fresnillo Mine                                                         | [ 43 ]      |
|      | Compania Fresnillo No. 3                                       | C                  | H.K. Porter                | 7215       | 1935    |           | Entrance to Fresnillo Mine                                                         | [ 44 ]      |
|      | Compania Carbonifero de Rosita No. 4                           | B                  | H.K. Porter                | 4124       | 1908    |           | Felipe Pescador Blvd.                                                              | [ 45 ]      |
|      | Nacionale de Mexico No. 3                                      | B                  | H.K. Porter                |            |         |           | Antigua Estacion de ferrocarril                                                    | [ 46 ]      |
|      | Maderera Durango No. 2                                         | Shay - 3 Truck     | Lima Locomotive Works      | 2582       | 1912    |           | Gomez Palacio Railroad Station                                                     | [ 47 ]      |
|      | FCP No. 4                                                      | B                  | H.K. Porter                |            |         |           | Ferromex freight terminal                                                          | [ 48 ]      |
|      | Ferrocarriles Conquista No. 4                                  | 2’C                | Baldwin Locomotive Works   | 25502      | 1905    |           | Benito Juarez St                                                                   | [ 49 ]      |
|      | Mexicano del Pacific No. 4                                     | 1’D1’              | Baldwin Locomotive Works   | 55645      | 1923    |           | Los Mochis Sugar Mill                                                              | [ 50 ]      |
|      | Mexicano del Pacific No. 2                                     | 2’C                | Alco                       | 1306       | 1880    |           | Los Mochis Park                                                                    | [ 51 ]      |
|      | Mexicano del Pacific No. 6                                     | 1’C1’              | Baldwin Locomotive Works   | 53277      | 1920    |           | Los Mochis Sugar Mill                                                              | [ 52 ]      |
|      | Mexicano del Pacific No. 7                                     | 1’C1’              | Baldwin Locomotive Works   | 54077      | 1920    |           | Blvd. Rosendo G Castro                                                             | [ 53 ]      |
|      | Unidos de Yucatan No. 350                                      | 2’B                | Baldwin Locomotive Works   |            |         |           | Museo de los Ferrocarriles de Yucatan                                              | [ 54 ]      |
|      | Cerveza Cuauhtemoc No. 3                                       | B                  | H.K. Porter                | 7796       | 1945    |           | Cuauhtemoc Moctezuma Brewery                                                       | [ 55 ]      |
|      | Nacionale de Mexico (Hinds Con Min) No. 2501 (7) 'La Clarines' | 1’B1’              | Alco                       | 45133      | 1908    |           | Museo de Historia Mexicana                                                         | [ 56 ]      |
|      | American Smelting & Refining (ASARCO) No. 1924                 | 2’D2’              | Baldwin Locomotive Works   | 43056      | 1924    |           | Boulevard de Poniente 7                                                            | [ 57 ]      |
|      | FC Occidental de Mexico No. 2                                  | C                  | H.K. Porter                | 7463       | 1942    |           | National Railway Museum, Puebla                                                    | [ 58 ]      |
|      | Nacionale de Mexico No. 601                                    | B1                 | Orenstein & Koppel         | 4339       | 1910    |           | National Railway Museum, Puebla                                                    | [ 59 ]      |
|      | Nacionale de Mexico No. 2520                                   | 2’C1’              | Baldwin Locomotive Works   | 54947      | 1921    |           | Queretaro Cultural Center                                                          | [ 60 ]      |
|      | Southern Pacific No. 1387                                      | 2’B                | Rogers                     | 4038       | 1888    |           | Sunk in Colorado River                                                             | [ 61 ]      |
|      | Peninsular Railway No. 1                                       | C                  | Manning Wardle             | 1213       | 1891    |           | Sunk off San Quintin Bay                                                           | [ 62 ]      |
|      | Nacionale de Mexico (FCM) No. 352 (717)                        | 2’C                | Baldwin Locomotive Works   | 6924       | 1883    |           | Tulyehualco DIF                                                                    | [ 63 ]      |
|      | Unidos de Yucatan No. 351                                      | 2’B                | Baldwin Locomotive Works   | 8846       | 1887    |           | Hacienda Viborillas                                                                | [ 64 ]      |

## Lokomotiven mit 36"
| Foto | Nummer oder Name                                 | Bauart / Achsfolge | Hersteller                        | Fabrik-nr. | Baujahr | Historie | Eigentümer / Betreiber / Strecke                                   | Bemerkungen |
| ---- | ------------------------------------------------ | ------------------ | --------------------------------- | ---------- | ------- | -------- | ------------------------------------------------------------------ | ----------- |
|      | Cananea Consolidated Copper No. 7                | 1’C1’              | Alco (Schenectady)                | 30317      | 1905    |          | Cananea Consolidated Copper Mine                                   | [ 65 ]      |
|      | Cananea Consolidated Copper No. 12               | B1                 | Alco (Schenectady)                | 31854      | 1906    |          | Parque DIF                                                         | [ 66 ]      |
|      | Palmajero Mining Company No. ?                   | 1’B                | Manning Wardle                    | 1156       | 1889    |          | Chinipas de Almada Plaza                                           | [ 67 ]      |
|      | Nacionale de Mexico (Teziutlan Copper) No. 2 (3) | Shay - 2 truck     | Lima Locomotive Works             | 2449       | 1911    |          | Buena Vista Station                                                | [ 68 ]      |
|      | Beristain-Necaxa Railroad No. 5                  | Shay - 2 truck     | Lima Locomotive Works             | 982        | 1905    |          | Museo Technologico (MUTEC) - Chapultepec Park                      | [ 69 ]      |
|      | Beristain-Necaxa Railroad No. 2                  | B                  | H.K. Porter                       |            |         |          | Museo Technologico (MUTEC) - Chapultepec Park                      | [ 70 ]      |
|      | FCI (NdeM) No. 67                                | 1’D                | Alco                              | 5210       | 1899    |          | Museo de los Ferrocarrileros - La Villa Station                    | [ 71 ]      |
|      | Nacionale de Mexico No. 279                      | 1’D                | Baldwin Locomotive Works          | 55110      | 1904    |          | Club Amigos del Ferrocarril                                        | [ 72 ]      |
|      | Mazpil Copper (FCM) No. 73                       | B1                 | ?                                 |            |         |          | Estacion de Tren                                                   | [ 73 ]      |
|      | CIASA (CyZ) No. 3                                | 1’D                | Baldwin Locomotive Works          | 15784      | 1898    |          | Cia. Industrial y Azucarera S.A. (CIASA) sugar cane mill           | [ 74 ]      |
|      | San Rafael & Atlixco (San Rafael Paper) No. 5    | 2’C                | Baldwin Locomotive Works          | 17381      | 1900    |          | Explora Science Park                                               | [ 75 ]      |
|      | Teziutlan Copper No. 3                           | Shay - 2 truck     | Lima Locomotive Works             |            |         |          | Lost in Martinez de la Torre                                       | [ 76 ]      |
|      | Unidos de Yucatan No. 270                        | 2’C                | Baldwin Locomotive Works          | 23050      | 1903    |          | Museo de los Ferrocarriles de Yucatan                              | [ 77 ]      |
|      | Nacionale de Mexico No. 262                      | 1’D                | ?                                 |            |         |          | Museo de Historia Mexicana                                         | [ 78 ]      |
|      | Nacionale de Mexico No. 501                      | 1’D                | Alco (Schenectady)                | 5212       | 1899    |          | Nacozari de Garcia City Square                                     | [ 79 ]      |
|      | San Rafael Paper (NdeM) No. 286 (213)            | 1’D                | Baldwin Locomotive Works          | 57926      | 1924    |          | Centro Cultural Sor Juana Inés de la Cruz                          | [ 80 ]      |
|      | Nacionale de Mexico No. 272 (197)                | 1’D                | Baldwin Locomotive Works          | 55056      | 1921    |          | Parque del Pueblo (Linda Vista & Glorieta Colón)                   | [ 81 ]      |
|      | Ferrocarril Cusi No. ?                           | 1’C                | Borsig, Berlin-Tegel              | 7829       | 1911    |          | Ejido Plan Sexenal Lombardia                                       | [ 82 ]      |
|      | FC Oriental Mexicano No. 143                     | 1’D                | Kerr Stuart & Co (Stoke on Trent) | 823        | 1904    |          | 11 Sur & 19 Pte, Oriental, Puebla                                  | [ 83 ]      |
|      | Nacionale de Mexico (CyZ) No. 10                 | 1’D                | Baldwin Locomotive Works          | 32647      | 1908    |          | National Railway Museum, Puebla                                    | [ 84 ]      |
|      | Nacionale de Mexico No. 275                      | 1’D                | Baldwin Locomotive Works          | 55059      | 1921    |          | Ferrosur Station (Calle 9 Norte & 80 Poniente)                     | [ 85 ]      |
|      | Asarco Mexicana No. 4                            | B                  | H.K. Porter                       | 2301       | 1911    |          | Industrial Minera Mexico                                           | [ 86 ]      |
|      | Asarco Mexicana No. 5                            | B                  | H.K. Porter                       | 2302       | 1911    |          | Industrial Minera Mexico                                           | [ 87 ]      |
|      | Mineral de Chihuahua No. 6                       | 1’D                | H.K. Porter                       | 6950       | 1925    |          | Old turntable, B. Juarez road                                      | [ 88 ]      |
|      | Compagnie du Boleo No. 4 'Pinna'                 | C                  | Baldwin Locomotive Works          | 8364       | 1887    |          | Club Rotario                                                       | [ 89 ]      |
|      | Compagnie du Boleo No. 7                         | C                  | Baldwin Locomotive Works          | 16484      | 1899    |          | Santa Rosalia Town Center                                          | [ 90 ]      |
|      | Compagnie du Boleo No. 2 'Morueco'               | C                  | Baldwin Locomotive Works          | 8538       | 1886    |          | Hotel Frances                                                      | [ 91 ]      |
|      | Compagnie du Boleo No. 5 'Cabria'                | C                  | Baldwin Locomotive Works          | 8541       | 1887    |          | Hotel Frances                                                      | [ 92 ]      |
|      | Teziutlan Copper No. 2                           | Shay - 2 truck     | Lima Locomotive Works             | 1848       | 1907    |          | Avenue Miguel Higalgo                                              | [ 93 ]      |
|      | ? No. ?                                          | B                  | Orenstein & Koppel                |            | 1904    |          | Lost in Tezonapa                                                   | [ 94 ]      |
|      | Nacionale de Mexico (CIASA) No. 265 (190)        | 1’D                | Baldwin Locomotive Works          | 55026      | 1921    |          | Tlalquitenango Warehouse                                           | [ 95 ]      |
|      | Nacionale de Mexico No. 269 (194)                | 1’D                | Baldwin Locomotive Works          | 55053      | 1921    |          | Av. I. Fabela                                                      | [ 96 ]      |
|      | Nacionale de Mexico No. 281                      | 1’D                | Baldwin Locomotive Works          | 55112      | 1921    |          | Centro Deportivo Ferrocarrilero (Calle Mora Beristain, SW of town) | [ 97 ]      |
|      | Cananea Con Copper No. 8                         | 1’C1’              | Alco (Dickson)                    | 29719      | 1906    |          | Museo del Transporte y Exposiciones de Xalapa (MUTYE)              | [ 98 ]      |
|      | FCI No. 70                                       | 1’D                | Alco                              | 5213       | 1899    |          | Bella Vista Park                                                   | [ 99 ]      |

## Lokomotiven mit 30"
| Foto | Nummer oder Name                            | Bauart / Achsfolge | Hersteller               | Fabrik-nr. | Baujahr | Historie | Eigentümer / Betreiber / Strecke | Bemerkungen |
| ---- | ------------------------------------------- | ------------------ | ------------------------ | ---------- | ------- | -------- | -------------------------------- | ----------- |
|      | Compania Minera de San Juan No. 1           | B                  | ?                        |            |         |          | Bahia de Los Angeles Park        | [ 100 ]     |
|      | Palmajero Mining Company No. ?              | 1’B1’              | Manning Wardle           | 1609       | 1903    |          | Old Silver Mine                  | [ 101 ]     |
|      | ? No. ?                                     | B                  | ?                        |            |         |          | Grupo Acero del Norte Mine       | [ 102 ]     |
|      | Ingenio San Pedro No. 1                     | B1                 | H.K. Porter              | 1591       | 1895    |          | San Francisco El Naranjal Mill   | [ 103 ]     |
|      | Ingenio San Pedro No. 4                     | 1’C1’              | Baldwin Locomotive Works | 14798      | 1896    |          | Lerdo Sugar Mill                 | [ 104 ]     |
|      | Compania Metalurgica Mexicana Penoles No. 1 | B                  | H.K. Porter              | 2362       | 1901    |          | Museo de los Metales             | [ 105 ]     |
|      | Ingenio San Pedro No. 3                     | 1’C                | Orenstein & Koppel       | 11240      | 1926    |          | San Francisco El Naranjal Mill   | [ 106 ]     |

## Lokomotiven mit 24"
| Foto | Nummer oder Name                        | Bauart / Achsfolge | Hersteller                   | Fabrik-nr. | Baujahr | Historie | Eigentümer / Betreiber / Strecke                           | Bemerkungen            |
| ---- | --------------------------------------- | ------------------ | ---------------------------- | ---------- | ------- | -------- | ---------------------------------------------------------- | ---------------------- |
|      | Laguna Co. No. ?                        | Shay - 2 truck     | Lima Locomotive Works        |            |         |          | Ciudad del Carmen Park                                     | [ 107 ]                |
|      | Laguna Co. No. ?                        | Shay - 2 truck     | Lima Locomotive Works        |            |         |          | Ciudad del Carmen Park                                     | [ 108 ]                |
|      | FC Forestal de Quintana Roo No. ?       | Shay - 2 truck     | Lima Locomotive Works        |            |         |          | Museo Maya                                                 | [ 109 ]                |
|      | FC Forestal de Quintana Roo No. ?       | B                  | H.K. Porter                  |            |         |          | Museo Maya                                                 | [ 110 ]                |
|      | Laguna Co. No. ?                        | B                  | Hainaut/Couillet, Decauville | 166 o. 167 |         |          | Decauville-Bahn Vigía Chico–Santa Cruz                     | Vigia Chico Lighthouse |
|      | Laguna Co. No. ?                        | B2 (B2’)           | Davenport Locomotive Works   | 521        | 1908    |          | Chetumal                                                   | [ 113 ]                |
|      | Cemento Cruz Azul No. ?                 | C                  | Orenstein & Koppel           | 12854      | 1936    |          | Estadio 10 de Diciembre (Club Deportivo Cruz Azul Stadium) | [ 114 ]                |
|      | Cia. Carbonifera No. 5 'Lupita'         | B                  | H.K. Porter                  | 3359       | 1905    |          | Sabinas Fairgrounds                                        | [ 115 ]                |
|      | Cia. Carbonifera No. 105 'Leonor'       | 1’C1’              | Alco (Brooks)                | 44442      | 1907    |          | Sabinas Fairgrounds                                        | [ 116 ]                |
|      | Cia. Metalurgica Mexicana Penoles No. 2 | B’B                | Orenstein & Koppel           | 6024       | 1912    |          | NdeM Depot, Saltillo                                       | [ 117 ]                |

## Lokomotiven mit 18"
| Foto | Nummer oder Name          | Bauart / Achsfolge | Hersteller | Fabrik-nr. | Baujahr | Historie | Eigentümer / Betreiber / Strecke  | Bemerkungen |
| ---- | ------------------------- | ------------------ | ---------- | ---------- | ------- | -------- | --------------------------------- | ----------- |
|      | Nacionale de Mexico No. 4 | 2’B                | NdeM Shops |            |         |          | Sindicato Ferrocarrilero Nacional | [ 118 ]     |

## Lokomotiven mit 15"
| Foto | Nummer oder Name | Bauart / Achsfolge | Hersteller             | Fabrik-nr. | Baujahr | Historie | Eigentümer / Betreiber / Strecke | Bemerkungen |
| ---- | ---------------- | ------------------ | ---------------------- | ---------- | ------- | -------- | -------------------------------- | ----------- |
|      | ? No. M-501      | 2’C2’              | NdeM (San Luis Potosi) |            | 1982    |          | Parque Zoologico e Botanico      | [ 119 ]     |